# Phoenixville, Pennsylvania
Phoenixville là một thị trấn thuộc quận Chester, tiểu bang Pennsylvania, Hoa Kỳ. Năm 2010, dân số của thị trấn này là 16440 người.